# Anforderungsprofil
Das Anforderungsprofil ist die Beschreibung von vorausgesetzten oder gewünschten Attributen (Eigenschaften, Fähigkeiten, Merkmalen). Die Begründung für Anforderungsprofile ergibt sich aus methodisch abgeleiteten Funktionen, Verwendungszwecken und Umweltbedingungen, in denen das beschriebene Objekt oder Subjekt eingesetzt werden soll. Der Begriff wird eher im Zusammenhang mit Personen und deren Eigenschaften benutzt und entspricht dem Lastenheft bzw. der Spezifikation in der Technik. Für die Bestimmung des Anforderungsprofiles ist die Bezeichnung Anforderungsanalyse gebräuchlich. 

## Beispiele

### Personalmanagement
Tabellarische Anordnung von bestimmten Anforderungen des Betriebes an Bewerber, Auszubildende oder Mitarbeiter im Hinblick auf bestimmte Tätigkeiten. In dieser Tabelle kann die Bedeutung jedes einzelnen Anforderungsmerkmals für den Betrieb und bestimmte Tätigkeiten gewichtet werden. Der Fokus der Anforderungen muss nach DIN 33430 & ISO 10667 zukunftsgerichtet sein. Man unterscheidet Anforderungen, die sich
- aus der Tätigkeit in der Funktion ergeben (z. B. fremde Leute anrufen, Texte analysieren, komplexe Tabellen analysieren)
- aus der kulturellen Umgebung ergeben (z. B. immer freundlich bleiben, nie direkt oder laut werden)
- aus dem Produkt- oder Branchenkontext ergeben (z. B. Autoverkäufer für Nutzfahrzeuge v/o Autoverkäufer für Luxuslimousinen)
- aus dem sozialen Kontext ergeben (z. B. Verhaltensvorgaben vom Management, Kompetenzmodell)

Anforderungsprofile werden häufig in Testsystemen (z. B. Online-Assessment, Assessment-Center) individuell hinterlegt und mit dem Kandidaten in einem Profilabgleich ausgewertet. Anforderungsprofile bilden somit die Grundlage für die Personalbeurteilung und teilweise für die Personal- und Organisationsentwicklung. 
Hingegen werden auch allgemeine Typologien aus der Typenlehre als Anforderungsprofile gewertet, sofern keine eigenen Überlegungen diese ergänzen oder ändern. Insbesondere infolge der Arbeiten von Hans Jürgen Eysenck, Carl Gustav Jung und James McKeen Cattell im frühen 20. Jahrhundert sind nach 1950 zahlreiche Modellansätze für Anforderungsprofile im Management entstanden. Diese Form der generellen Anforderungsprofile basiert auf wenigen Eigenschaften und wird zur wissenschaftlichen Validierung der Modelle und Theorien in Persönlichkeitstests herangezogen. Arbeitsanalytisch definierte praktische Anforderungsprofile für Management sind bedeutend vielschichtiger und können diesen Modellen im Einzelfall widersprechen.
Abgrenzung zu Stellenbeschreibung

Während Stellenbeschreibungen die organisatorische Einordnung in strukturelle und prozeduraler Hinsicht zum Ziel haben, sind Anforderungsprofile Beschreibungen des idealen Stelleninhabers und seiner Eigenschaften und Handlungsweisen.

### Produktion/Entwicklung
Ein neues Werkstück soll produziert werden. Damit die entsprechenden Ausgangsmaterialien beschafft und das richtige Produktionsverfahren gewählt werden können, müssen die Ansprüche oder Anforderungen an das Werkstück konkret beschrieben werden. Im technischen Bereich werden verschiedene Anforderungssysteme nebeneinander geführt, die zum Teil in Konkurrenz miteinander stehen:
- Technische Anforderungen
  - Funktional
  - Betriebsumgebung
  - Einsatzart
  - Servicefreundlichkeit
- Anforderungen aus dem Anmutungsanspruch
  - Design
  - Oberfläche
  - Geräusch, Geruch, Gewicht, Gebrauch
- Wirtschaftliche Anforderungen
  - Kosten
  - Nutzen
  - Sonderkosten und Beschaffungskosten etc.

Es gibt eine Reihe von Analogien, die sich aus einer ressourcenzentrierten Sicht von Personalanforderungen ergeben.